# Maria Paseka
Maria Valeryevna Paseka (em russo:  Мария Валерьевна Пасека; Moscou, 19 de julho de 1995) é uma ginasta russa. Nos Jogos Olímpicos de Londres 2012 foi membro da equipe que conquistou a medalha de prata, e individualmente conquistou a medalha de bronze na prova de salto sobre a mesa atrás da norte-americana McKayla Maroney e da romena Sandra Izbaşa.